# Windjammer

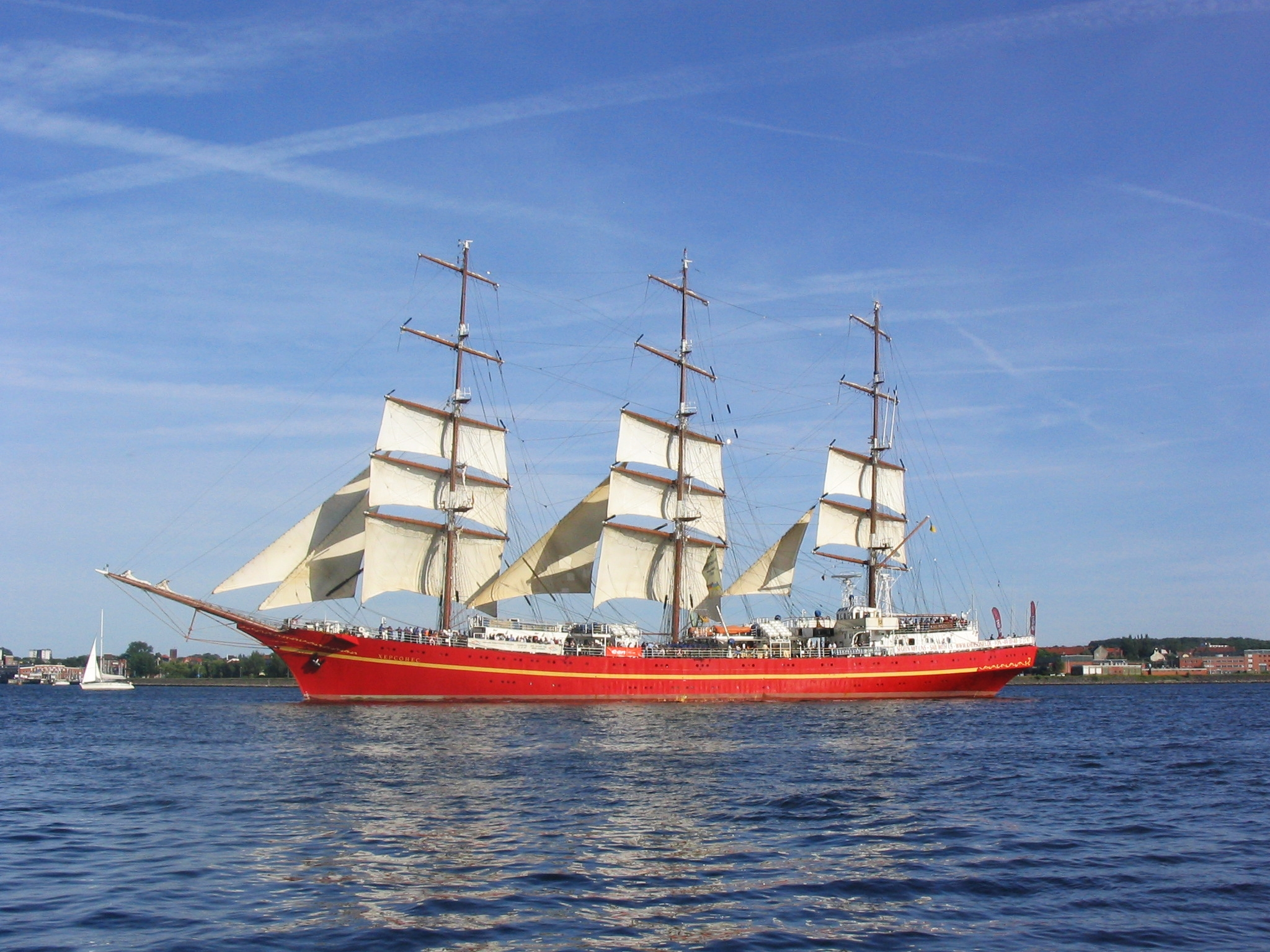
Windjammer Khersones (Kieler Woche 2005)

Der Windjammer ist ein Großseglertyp, der nach der Klipperära in der zweiten Hälfte des 19. Jahrhunderts aufkam und die Nachfolge der schnellen Segler antrat. Es waren aus Holz (vorwiegend USA bis 1892), Eisen und Stahl (seit 1882) gefertigte, mehr auf Tragfähigkeit, Handhabung und Wirtschaftlichkeit ausgelegte Großsegler, um für ihre Reeder Gewinne einzufahren. Auch die späteren frachtfahrenden Segelschulschiffe gehören zu dieser Kategorie. Die Schiffe wurden im Laufe der Jahrzehnte auch geschwindigkeits- und bedienungsbezogen optimiert (Änderungen an Rumpf und Takelage, dampfgestützte, später unter anderem petroleumbetriebene Schiffswinden, Jarvis-Brasswinden, Fallwinden, bessere Unterkünfte für die Mannschaft „vor dem Mast“ etc.). Heute steht der Begriff synonym für „Großsegler“ und beinhaltet als letzte Generation der Windjammer moderne Segelschulschiffe und Kreuzfahrtschiffe wie die Sea Cloud.

## Herkunft des Begriffs
Dem im Deutschen nach der deutschen Schreibung gesprochenen Wort „Windjammer“ geht das englische windjammer zeitlich voraus, ein Nomen Agentis zu englisch wind (Wind) und englisch jam (kräftig pressen). Das zunächst amerikanische Wort windjammer (Windpresser, Windquetscher) hat im Englischen ein reiches Bedeutungsspektrum: Es bezeichnet oder bezeichnete Militärtrompeter (Belege ab 1880), Großsegler (Belege ab 1892), deren Besatzungsmitglieder, Großsprecher (Belege ab 1893), eine Luftpumpe und einen Jackentyp (Belege ab 1930). Es wurde zunächst spöttisch von Dampferbesatzungen für Segler und deren Besatzung gebraucht, nach anderen Quellen (s. u.) für Schoner, entwickelte sich aber allein wegen des Erfolges dieser Schiffe, die mehr als 50 Jahre die Weltmeere beherrschten, zu einer Bezeichnung, die seit längerem einen reputablen Charakter beinhaltet. Die deutsche Aussprache entspricht der von „Jammer“ (zum Verb „jammern“ im Sinne von „klagen, heulen“), weshalb häufig eine Herleitung vom „heulenden Wind in den Rahen“ vermutet wird. Diese Volksetymologie ist im deutschen und niederländischen Sprachraum weit verbreitet. Im Englischen findet sich vereinzelt die Schreibung windyammer und die Angabe der Wortherkunft aus englisch wind und englisch yammer (jammern, klagen), die der deutschen und niederländischen Volksetymologie entspricht.

## Abgrenzung des Typs
Der Begriff Großsegler bzw. der entsprechende englische Begriff tall ship (= hohes Schiff) umfasst sämtliche großen Tiefwassersegler, rah- wie schrat- oder gemischtgetakelte, z. B. Brigg, Bark, Barkentine, Vollschiff, Gaffelschoner etc. Alle Windjammer sind auch Großsegler, aber nicht alle Großsegler auch Windjammer, wenn man „Windjammer“ als funktionellen Begriff von der Windausnutzung her definiert: Während Schoner mit ihren längsstehenden Schratsegeln ihren Vortrieb über den Unterdruck ähnlich einer Tragfläche besonders beim Hoch-am-Wind-Segeln erhalten, werden Rahsegler, besonders bei raumem Wind, durch den „Wind vorwärts gedrückt“ (wind-jammed). Viele Marineautoren vermeiden deshalb den Begriff „Windjammer“ in Zusammenhang mit Schonern und benutzten den Begriff „Klipper“ auch für die Frachtsegler des 19. und 20. Jahrhunderts.

## Bauweise

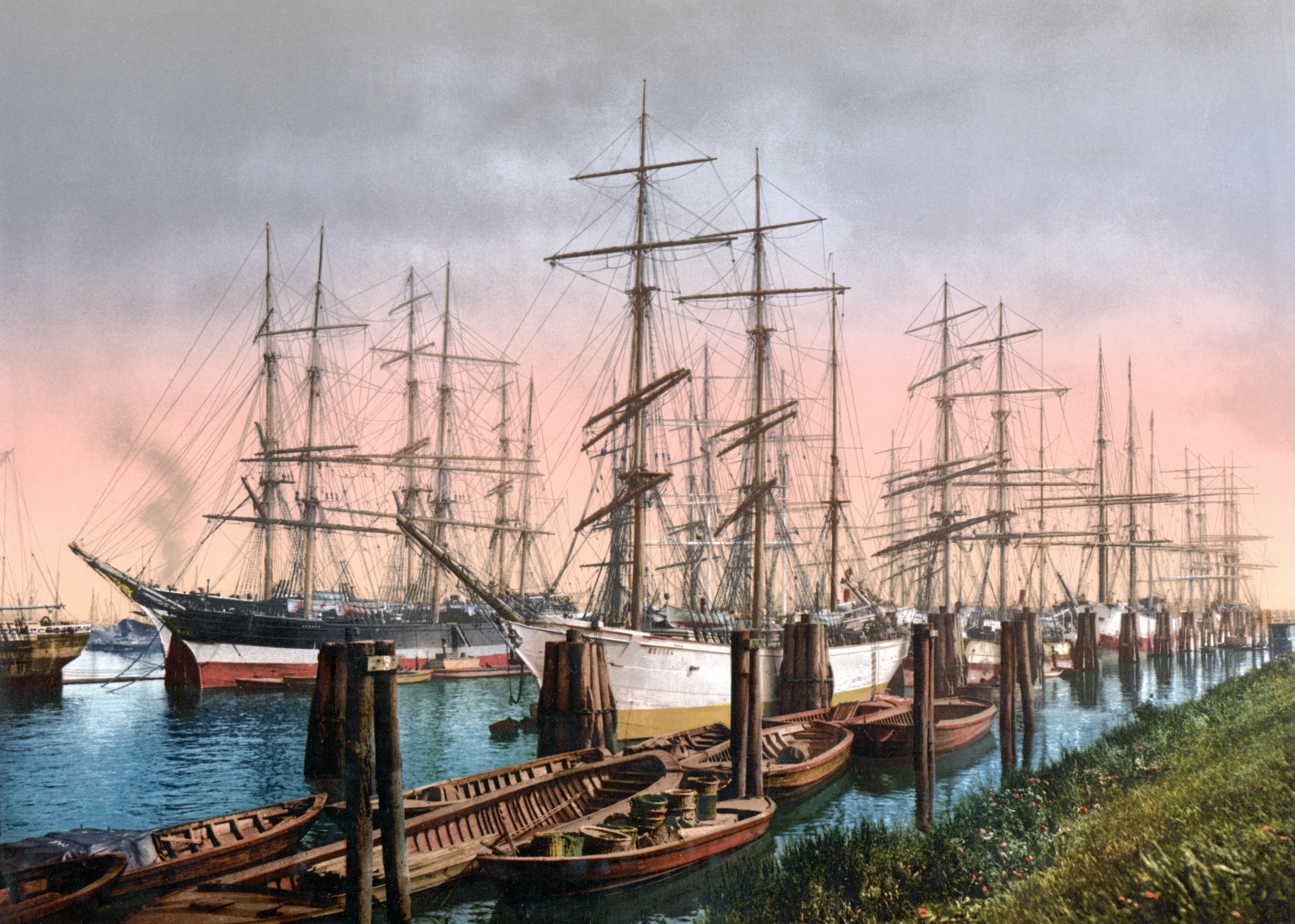
Windjammer in Hamburg um 1900

Da Windjammer aus den Klippern hervorgingen, von denen z. B. der konkave Klipperbug und auch die grundlegende Linienführung übernommen wurde, hatten manche Windjammer Längen-Seitenverhältnisse wie Extremklipper. Ein früher Ansatz war die Viermastklipperbark Great Republic aus dem Jahre 1853 von Klipperbauer Donald McKay mit ursprünglich 4.445 BRT, vier Decks und 125 Mann Besatzung. Die neuen Großsegler waren zunächst weniger auf Geschwindigkeit ausgelegt, sondern in Richtung ökonomischer Transport optimiert, da sie vor allem Massengüter wie Salpeter, Kohle, Guano, Weizen oder Zement transportierten. Auch empfindliche Güter, die man der ständigen Erschütterung der Dampfmaschinen nicht aussetzen wollte, wurden noch Segelschiffen anvertraut. Die Preußen hatte zum Beispiel auf ihrer letzten Fahrt Klaviere als Fracht. Die Schiffe hatten daher einen vergleichsweise rechteckigen Rumpf mit weiten Laderäumen und eine Besegelung, die mit weniger Personal auskam, was auch durch das Viermastkonzept verwirklicht wurde – die riesigen Segeltücher der teilweise übertakelten Klipper verteilten sich bei den größeren Windjammer-Einheiten, den Viermastvollschiffen und Viermastbarken, auf vier Masten, die allerdings annähernd gleich groß waren, während beim Klipper der Großmast dominierte. Dazu entfielen die aufwändig zu bedienenden Leesegel. Die Tragfähigkeit verdreifachte sich dadurch im Vergleich zu den Klippern. In den Vereinigten Staaten gab es eine Reihe riesiger Windjammer aus Holz (mit Metallverstärkungen) und später aus Stahl, die man nach ihrer Herkunft Neuengland (vornehmlich Maine) „Down Easter“ nannte. Sie stammten vorwiegend von der Werft und Reederei Arthur Sewall & Co. aus Bath (Maine) und waren nach der Great Republic die größten Holzrahschiffe der Welt (Roanoke, Shenandoah, Susquehanna, Rappahannock).
Die Windjammer waren Schiffe der frühen Industrialisierung und profitierten daher schon von den Errungenschaften industrieller Produktion wie Rümpfen und Masten aus Eisen oder Stahl, Stahlseilen für die Takelung und Winden an Deck zur Arbeitserleichterung. Hilfsdampfmaschinen zur Bedienung von Ladegeschirr und Pumpen wurden ebenfalls installiert. Ein gemischter Antrieb mit Segel und Maschine kam versuchsweise zum Einsatz, bewährte sich aber nicht. Windjammer waren als Bark und Vollschiff mit drei Masten getakelt, größere Einheiten waren die Viermastvollschiffe und Viermastbarken, von denen es ca. 40 bzw. ca. 400 gab. Fünfmastrahsegler gab es in der Welthandelsflotte nur sieben, bis auf die Preußen waren sie alle als Fünfmastbarken getakelt und hatten bis auf France I, Potosí und Preußen einen Hilfsantrieb (Dampf, Diesel). Sie konnten mit 6200 bis 8000 t das 1,5- bis zweifache einer mittleren Viermastbark transportieren, kamen aber zu spät, da die Dampferkonkurrenz immer überlegener wurde:
- France  (1901 vor Brasilien gesunken, Besatzung gerettet)
- Maria Rickmers  (1892 auf der Heimreise von der Jungfernfahrt im Indischen Ozean verschollen)
- Potosi  (1925 ausgebrannt und vor Comodoro Rivadavia versenkt)
- Preußen  (1910 vor Dover gestrandet)
- R. C. Rickmers  (1917 vor Irland als Neath unter britischer Flagge von U-Boot versenkt)
- France  (1922 vor Neukaledonien gestrandet)
- København  (1928 im Südatlantik mit 60 Mann verschollen)

Die zuletzt in Deutschland gebauten Viermastbarken waren typischerweise rund 110 Meter lang, hatten 3.200 Bruttoregistertonnen (BRT) und 4.000 Tonnen Tragfähigkeit bei etwa 30 Mann Besatzung.

### Einsatz
Windjammer werden auch als Tiefwassersegler bezeichnet, was zum Ausdruck bringen soll, dass sie für interkontinentale Reisen über die tiefen Ozeane gedacht sind. Für Fahrten in küstennahen Gewässern sind sie schlecht geeignet und meist auf Schlepper angewiesen, da sie durch die Takelung mit Rahsegeln schlecht kreuzen können. Dies ist auf den Ozeanen selten notwendig, da die Routen anhand der vorherrschenden Winde gewählt werden. Dennoch gab und gibt es Rahsegler, die aufgrund ihrer Rahaufhängung und deren „Brassbarkeit“ fast wie eine Jacht sehr hoch am Wind segeln konnten und können. Beispiele hierfür seien die schnellen Laeisz-Segler wie Preußen, Pitlochry, dann die schnelle Herzogin Cecilie und heute die russische Mir genannt. Insgesamt wurden nach 1870 über 1.500 Dreimastrahschiffe gebaut, 440 Viermastrahschiffe (ca. 40 Vollschiffe und ca. 400 Barken) und sieben Fünfmastrahschiffe. Dabei hat sich aus Gründen der Manövrierbarkeit das Barkrigg durchgesetzt.
Die Windjammer standen in direkter Konkurrenz zu den Dampfern, die schon weite Bereiche der Schifffahrt erobert hatten und Segler in immer kleiner werdende Nischen drängten. Die Domäne der Großsegler waren überlange Distanzen, die wegen des Brennstoffproblems durch Dampfer noch nicht ökonomisch bedient werden konnten. Dazu zählte vor allem die Salpeterfahrt von Chile nach Europa um die Südspitze Südamerikas, das Kap Hoorn, oder der Weizentransport aus Australien.
Während die damals führende Schifffahrtsnation Großbritannien, unter deren Flagge außer der Neath ex R. C. Rickmers nie ein Fünfmaster fuhr, sehr schnell ihre Handelsflotte auf Dampfer umstellte, fanden die Windjammer in Frankreich und Deutschland noch ihre Anhänger. In Deutschland wurden vor allem die so genannten Flying-P-Liner der Hamburger Reederei F. Laeisz berühmt. In Frankreich war die führende Reederei mit Segelschiffen Antoine-Dominique Bordes & Fils. Fast 70 % der großen Windjammer (die Vier- und Fünfmastrahschiffe) stammten aus Werften Großbritanniens, vor allem Schottlands, gefolgt von Frankreich, Deutschland und den Vereinigten Staaten. Dagegen haben Seefahrernationen wie Italien nur sieben, Kanada vier, Japan fünf, die Niederlande zwei und Dänemark nur einen (die heute noch existierende Viking) der großen Segler gebaut, Spanien, Portugal, Norwegen, Schweden und Finnland keinen, obgleich etliche norwegische und finnische Reedereien einige der Viermaster bereederten.

### Ende als Frachtsegler
Im Ersten Weltkrieg gingen viele Windjammer verloren, was das Ende der Frachtschifffahrt unter Segeln besiegelte. Als letzter unterhielt der finnische Reeder Gustaf Erikson bis nach dem Zweiten Weltkrieg noch eine Flotte von Windjammern für die Frachtfahrt.
Erst Mitte des 20. Jahrhunderts verschwanden die letzten frachtfahrenden Großsegler von den Meeren. Die letzten drei Großsegler – allesamt Viermastbarken – waren die beiden ehemaligen Flying P-Liner Pamir, Passat und die Drumcliff. Die Pamir sank am 21. September 1957. Die Passat, die auch mit einem Orkan in Berührung kam, der Katastrophe dabei aber knapp entging, wurde wenige Wochen später außer Dienst gestellt. Ein Jahr später sank am 26. Juni 1958 die Omega ex Drumcliff mit einer Ladung Guano vor der Küste Perus. Das Schiff war zu diesem Zeitpunkt 71 Jahre in Fahrt und der letzte Großsegler in Frachtfahrt, der unterging.
Der letzte als Frachtsegler gebaute Windjammer war die 1926 bei F. Laeisz in Dienst gestellte Padua. Danach wurden noch einige Windjammer für Schulungszwecke der Handels- und Kriegsmarinen gebaut, die vielfach noch heute im Einsatz sind (siehe Nippon Maru, Kaiwo Maru).
In der jüngsten Zeit folgten wieder einige Neubauten als Ersatz für die in die Jahre gekommenen Schulschiffe und als luxuriöse Kreuzfahrtschiffe wie die Royal Clipper.

## Heutige Bedeutung
Heute werden die historischen Windjammer fast nur noch als Museums- oder Segelschulschiffe bei der Marine verwendet oder zu Miet- oder Ausstellungszwecken benutzt, z. B. bei der Sail in Bremerhaven, der Kieler Woche oder der Travemünder Woche sowie den speziellen Windjammertreffen Baltic Sail und Hanse Sail. Einige fahren aber immer noch und nehmen zahlende, mithelfende Passagiere mit, die in die Besatzung integriert werden (z. b. Statsraad Lehmkuhl). Daneben haben Neubauten von Windjammern in jüngerer Zeit in der gehobenen Kreuzfahrtbranche eine neue Bedeutung gewonnen.

### Parade und Regatta
Großseglerparaden finden auf internationalen Regatten wie der Kieler Woche, der Travemünder Woche, der Hanse Sail, der Sail Bremerhaven, der Tall Ships’ Races sowie auf anderen Veranstaltungen ohne angeschlossene Regatta, wie der Armada Rouen und der Sail Amsterdam großen Anklang.

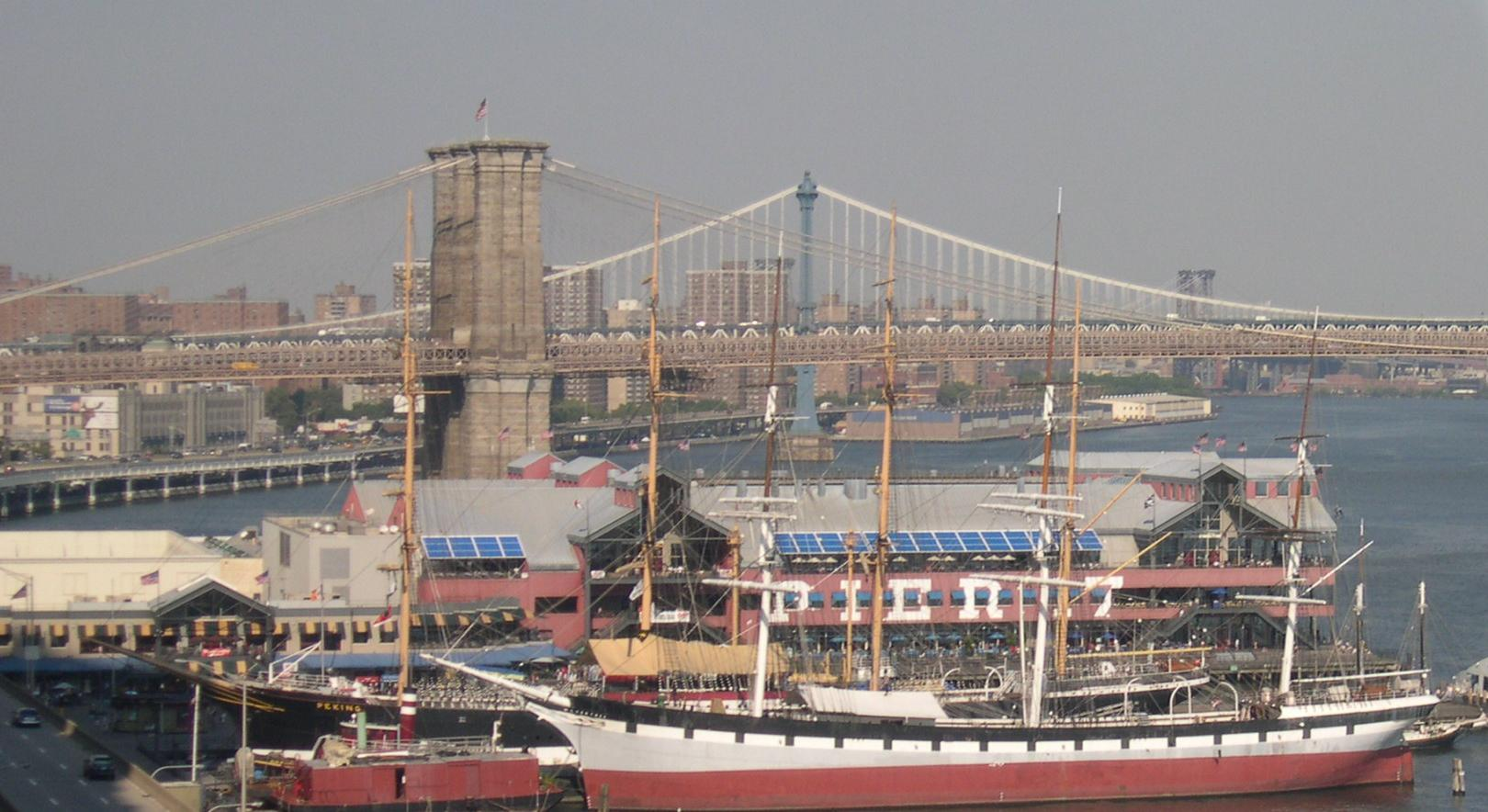
Wavertree, dahinter Peking im South Street Seaport Museum, New York
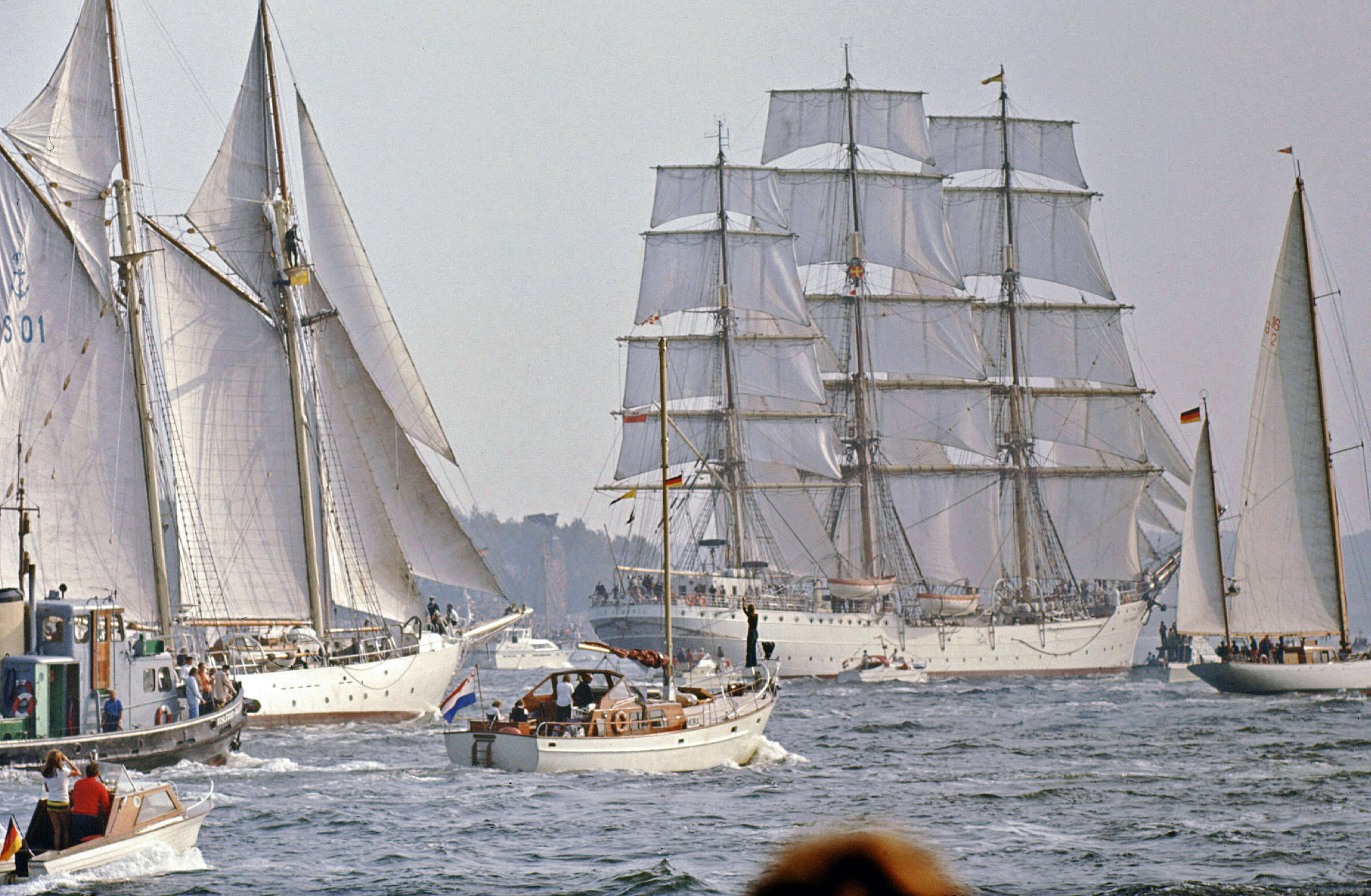
Parade 1972 in Kiel
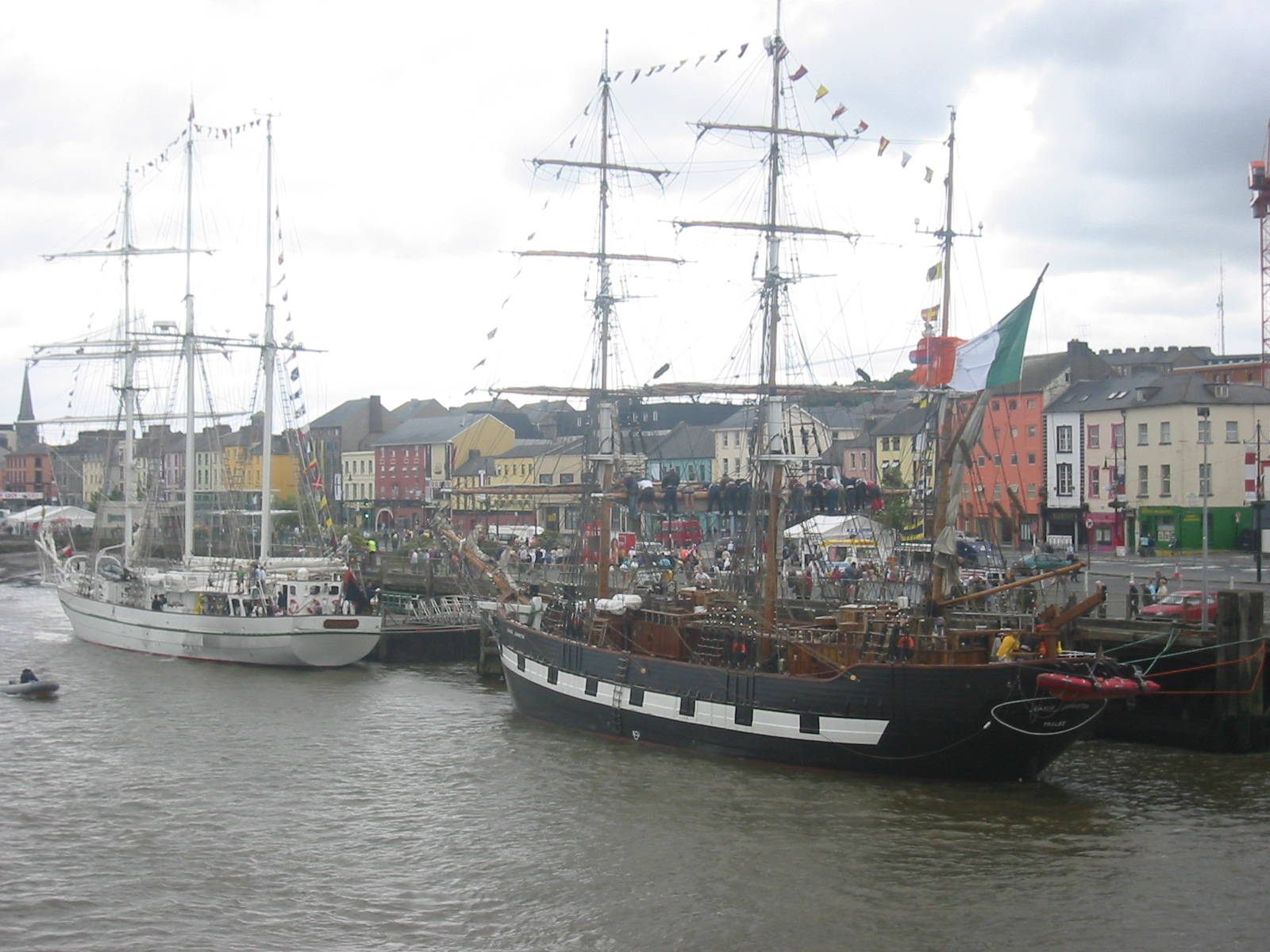
Tall Ships’ Races 2005, Waterford, Irland
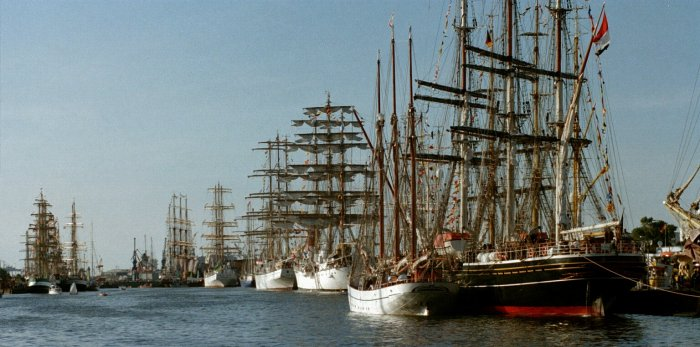
Sail 2000, Bremerhaven
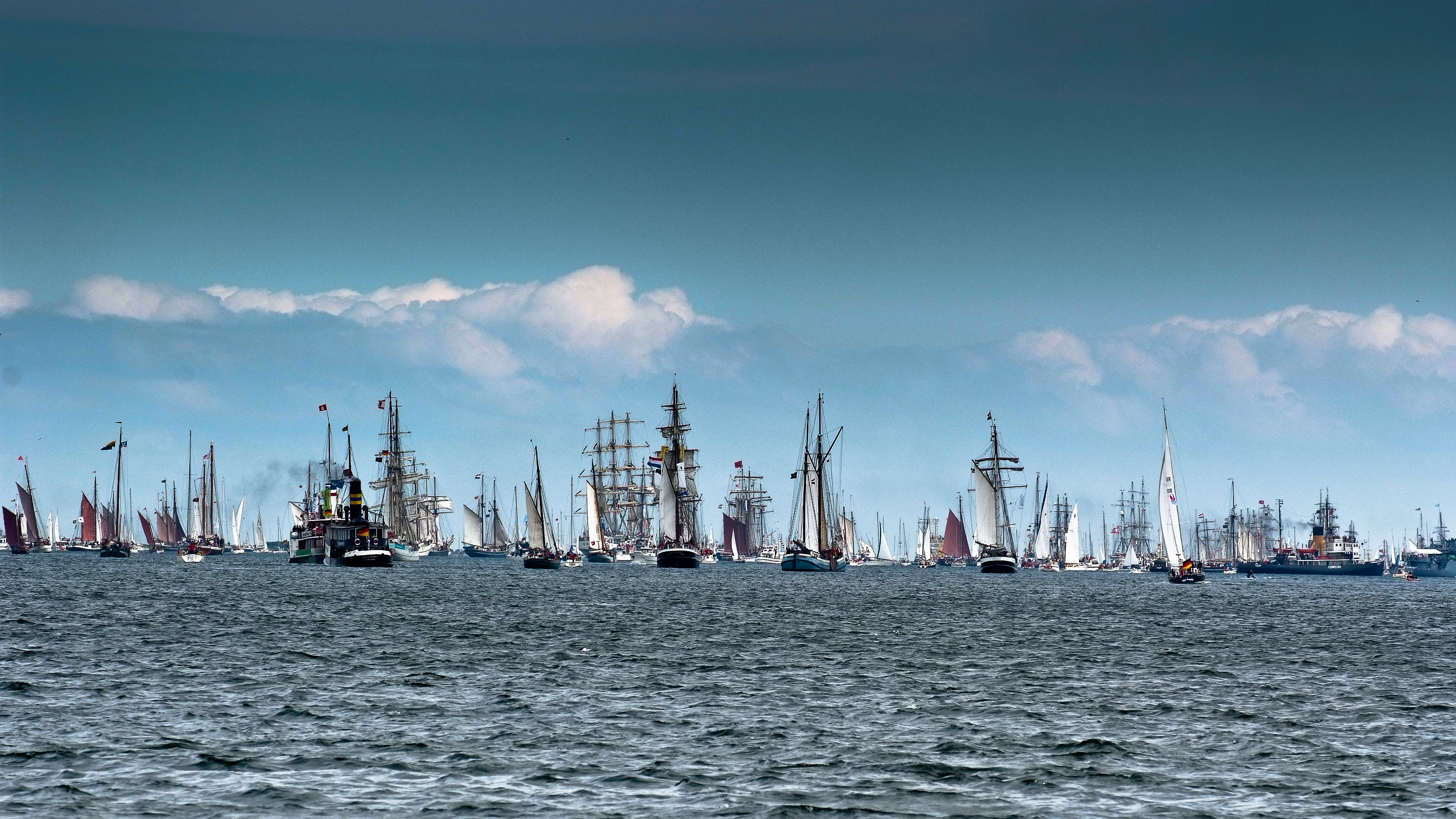
Kieler Woche 2009

### Als Schulschiff
Heute werden Großsegler oft als Ausbildungsschiffe der Marine genutzt sowie zunehmend auch als Sail-Training-Schiffe (Segel-Ausbildung auf großen Schiffen, vor allem mit dem Ziel der Persönlichkeitsentwicklung, der Charakterbildung und der Freude am Segeln).
Siehe auch Sail Training International und Clipper DJS.

### Zur Resozialisierung
Als „Therapieschiffe“ werden größere Segelschiffe zur Resozialisierung von sozial auffälligen Jugendlichen eingesetzt. Auf den meist halbjährigen Fahrten lernen Jugendliche abgeschieden vom alten Milieu Selbstvertrauen, Verantwortung, und Teamgeist und entwickeln neue Lebensperspektiven (Erlebnispädagogik). Sie werden dabei von Pädagogen und Therapeuten begleitet. Die Fahrten werden mit den Jugendlichen intensiv vor- und nachbereitet. Träger sind Jugendverbände Pro Juventute (Schweiz), kirchliche und staatliche Einrichtungen. Bekannte Therapieschiffe sind zum Beispiel Thor Heyerdahl, Tectona, Ruach, Salomon und Noah.

### Tourismus
Nachdem bereits in den dreißiger Jahren des 20. Jahrhunderts große Segelyachten für Privatleute gebaut wurden, die als vollwertige Windjammer anzusprechen sind (z. B. die oben erwähnte Sea Cloud), entwickelte sich insbesondere gegen Ende des Jahrhunderts ein wachsender Markt für Großsegler, die als Kreuzfahrtschiffe konzipiert sind. Die hierfür designten Neubauten sind in der Regel mit modernster Technik einschl. eines leistungsfähigen Hilfsantriebs und allem Luxus ausgestattet, den man in der gehobenen Kreuzfahrtsparte erwarten kann. Manche Reedereien haben sich auf diesen Kreuzfahrtschiffstyp spezialisiert. Einzelne dieser Schiffe sind in ihrem Äußeren historischen Vorbildern nachempfunden, beispielsweise die Fünfmaster Royal Clipper (nach dem Vorbild der Preußen, etwas verkleinert und im Rigg verändert) und Golden Horizon (nach dem Vorbild der France [II], vergrößert). Die letztgenannten modernen Schiffe sind die größten aktuell fahrbereiten Windjammer weltweit (wobei indes die Golden Horizon derzeit aufgelegt ist).

## Liste von Schiffen
Obwohl die Zahl der Großsegler seit Beginn des 20. Jahrhunderts wegen der rentableren maschinenbetriebenen Schiffe zunächst zurückging, erhielten sie als Schiffe für Segelliebhaber seit der zweiten Hälfte des Jahrhunderts wieder Aufwind.

### Auswahl heute noch fahrender Windjammer
| Name               | Typ                | Baujahr | Länge ü. a. [m] | Flagge      | Bemerkung | Bild                                              |
| ------------------ | ------------------ | ------- | --------------- | ----------- | --- | ------------------------------------------------- |
| Belem              | Bark               | 1896    | 58,5            | Frankreich  | ex Giorgio Cini ex Phantome II ex Belem | ’’Dar Młodzieży’’ Vollschiff 1982 92,0 Polen      |
| Khersones          | Vollschiff         | 1988    | 109,4           | Ukraine     | Die Khersones ist ein ukrainisches Segelschulschiff. Sie wurde 1988 in der Stocznia Gdanska-Werft in Danzig gebaut, als Teil einer Serie von sechs Schwesterschiffen, zu denen auch die Mir gehört. | Die Chersones auf der Kieler Woche 2005           |
| Christian Radich   | Vollschiff         | 1937    | 74,5            | Norwegen    | Seit 1999 fährt das Schiff nicht mehr als Schulschiff, sondern in der Charterfahrt, und unternimmt Törns für zahlende Gäste.                                                                        | Christian Radich                                  |
| Cuauhtémoc         | Bark               | 1982/82 | 95              | Mexiko      | größte der vier Barken Cuauhtémoc, Simón Bolívar, Guayas, Gloria | Die Cuauhtémoc vor der Küste von Los Angeles      |
| Esmeralda          | Viermastbarkentine | 1952    | 113             | Chile       | ex Don Juan de Austria, Schwesterschiff der Juan Sebastián de Elcano | Esmeralda                                         |
| Gloria             | Bark               | 1968    | 76,00           | Kolumbien   | geschlossener Brückenaufbau auf der Poop | Gloria                                            |
| Golden Horizon     | Fünfmastbark       | 2017    | 162,2           | Kroatien    | Größtes je gebautes Segelschiff | Golden Horizon                                    |
| Gorch Fock         | Bark               | 1958    | 89,4            | Deutschland | Segelschulschiff der Deutschen Marine | Gorch Fock II                                     |
| Guayas             | Bark               | 1977    | 78,40           | Ecuador     | | Guayas                                            |
| Krusenstern        | Viermastbark       | 1926    | 116,7           | Russland    | ex Padua (1926–1945), als russisches Segelschulschiff ist es der einzige Flying P-Liner, der heute noch in Fahrt ist.                                                                               | Krusenstern                                       |
| Libertad           | Vollschiff         | 1963    | 103,75          | Argentinien | | Libertad                                          |
| Mir                | Vollschiff         | 1987    | 109,60          | Russland    | sehr schneller Großsegler (19 kn) | Mir                                               |
| Nadeschda          | Vollschiff         | 1991    | 109,60          | Russland    | Heimathafen Wladiwostok, Schwesterschiff von Mir und Khersones | „Nadeschda“                                       |
| Roald Amundsen     | Brigg              | 1952    | 50,2            | Deutschland | | Roald Amundsen                                    |
| Sea Cloud          | Viermastbark       | 1931    | 109,7           | Malta       | ex Antara ex Patria ex Angelita ex Sea Cloud ex Hussar II | Sea Cloud                                         |
| Sedov              | Viermastbark       | 1921    | 117,5           | Russland    | größtes noch in Fahrt befindliches historisches Segelschiff; ex Kommodore Johnsen ex Magdalene Vinnen II                                                                                            | Sedov                                             |
| Simón Bolívar      | Bark               | 1980    | 82,5            | Venezuela   | |                                                   |
| Sørlandet          | Vollschiff         | 1927    | 65              | Norwegen    | | Sørlandet                                         |
| Statsraad Lehmkuhl | Bark               | 1914    | 98              | Norwegen    | ex Großherzog Friedrich August | Setzen des Royalsegels auf der Statsraad Lehmkuhl |

### Auswahl Windjammer-Museumsschiffe
| Name                    | Typ                      | Länge ü. a. [m] | Ort                     | Bemerkung | Bild                                    |
| ----------------------- | ------------------------ | --------------- | ----------------------- | --- | --------------------------------------- |
| C.A. Thayer             | Gaffelschoner            | 66,60           | San Francisco           | | Die C.A. Thayer im Jahr 1903            |
| Dar Pomorza             | Vollschiff               | 91,0            | Gdingen                 | ex Prinzess Eitel Friedrich                                                                                     | Die Dar Pomorza ca. 1978                |
| Edwin Fox               | Vollschiff, später Bark  | 43,90           | Picton                  | Schiff im Wiederaufbau                                                                                          |                                         |
| Gorch Fock              | Bark                     | 82,1            | Stralsund               | Schiff im Wiederaufbau                                                                                          | An ihrem Liegeplatz, der „Ballastkiste“ |
| Af Chapman              | Vollschiff               |                 | Stockholm               | Museumsschiff und Jugendherberge                                                                                | Af Chapman von Skeppsholm gesehen       |
| Balclutha               | Vollschiff               |                 | San Francisco           | Museumsschiff                                                                                                   | Balclutha                               |
| Duchesse Anne           | Vollschiff               | 92,00           | Dünkirchen              | (1901) ex Großherzogin Elisabeth                                                                                | Das Schiff als Großherzogin Elisabeth   |
| Glenlee                 | Bark                     | 86,00           | Glasgow                 | | Galatea (ex Glenlee)                    |
| Falls of Clyde          | Viermastvollschiff       | 98,45           | Honolulu, Oʻahu, Hawaii | Museumsschiff                                                                                                   | Falls of Clyde in Honolulu              |
| Passat                  | Viermastbark             | 115,00          | Travemünde              | Museumsschiff                                                                                                   |                                         |
| Peking                  | Viermastbark             | 115,00          | Hamburg                 | (1974), ex Arethusa, ex H.M.S. Peking, ex Peking, ab 2020 in Hamburg als Museumsschiff, zurzeit im Wiederaufbau | Peking                                  |
| Polly Woodside          | Dreimastbark             | 70,00           | Melbourne (Australien)  | | Polly Woodside                          |
| Pommern                 | Viermastbark             | 106,5           | Mariehamn (Finnland)    | ex Mneme, mit Jubiläumsrigg                                                                                     | Pommern                                 |
| Rickmer Rickmers        | Bark (urspr. Vollschiff) | 97,00           | Hamburg                 | ex Santo Andre, ex Sagres I, ex Flores, ex Max, ex Rickmer Rickmers                                             | Rickmer Rickmers                        |
| Schulschiff Deutschland | Vollschiff               | 86,2            | Bremerhaven             | Marinedenkmalschiff                                                                                             | Schulschiff Deutschland                 |
| Star of India           | Bark                     | 84,5            | San Diego               | (1901), ex Euterpe (Vollschiff, 1863)                                                                           | Star of India                           |
| Viking                  | Viermastbark             | 118,000         | Göteborg                | stationäres Segelschulschiff, dann Museumsschiff                                                                | Viking                                  |
| Wavertree               | Vollschiff               | 99,10           | New York                | (1885) | An ihrem Museumsliegeplatz              |
| Moshulu                 | Viermastbark             | 121,80          | Philadelphia            | ex Kurt, Restaurantschiff                                                                                       | Moshulu                                 |

### Auswahl Windjammer-Wracks
Darüber hinaus gibt es noch eine Anzahl von Frachtseglern, die abgetakelt oder als Wracks in den Häfen und an Küsten vorwiegend auf der Südhalbkugel der Erde liegen.
| Name                | Typ                         | Baujahr               | Verbleib                                                                       | Ort                                                  | Bemerkung | Bild                                                  |
| ------------------- | --------------------------- | --------------------- | ------------------------------------------------------------------------------ | ---------------------------------------------------- | --- | ----------------------------------------------------- |
| County of Peebles   | 4-Mast Vollschiff           | 1875                  | In den 1960er Jahren von der Chilenischen Marine auf Grund gesetzt             | Punta Arenas / Chile                                 | Der Segler war der erste eiserne Viermaster der Welt. Mit ihr begann die Ära der eisernen und später stählernen Tiefwassersegler. Das Schiff wurde in den 1960er Jahren in Punta Arenas an der Magellan-Straße auf Grund gesetzt. In den Aufbauten befindet sich heute ein Offizierskasino der Chilenischen Marine, die Untermasten des Seglers stehen noch. | Das Wrack als Wellenbrecher 2018 in Punta Arenas      |
| Falstaff            | 3-Mast Vollschiff           | 1875                  | In den 1930er Jahren auf Grund gesetzt.                                        | Punta Arenas /Chile                                  | Nur der Schiffsrumpf ohne Rigg existiert noch. |                                                       |
| Lord Lonsdale       | 3-Mast Vollschiff           | 1899                  | ?                                                                              | Punta Arenas / Chile                                 | Nur der Bug und die Bodenschale sind noch erhalten | Seitenansicht des Wracks der Lord Lonsdale, März 2010 |
| County of Roxbourgh | 4-Mast Vollschiff           | 1886                  | 1906 gestrandet                                                                | Takaroa /franz. Polynesien                           | Das Schwesterschiff der oben genannten County of Peebles strandete 1906 während eines schweren Sturms auf der Insel Takaroa im Archipel der Tuamotus, Französisch-Polynesien. In den 1930er Jahren waren noch alle vier Masten nebst Rahen und Drahttauen vorhanden. Mittlerweile existiert nur noch der Rumpf, dessen Struktur durch Korrosion nachgegeben hat. |                                                       |
| Ambassador          | Klipper / 3-Mast Vollschiff | 1869                  | ?                                                                              | Magellan-Straße / Chile                              | Das Schiff liegt auf dem Strand an der Magellan-Straße, direkt neben der Estancia San Gregorio. Erhalten ist von diesem Schiff nur noch die Kompositstruktur. Das Schiff ist einer von weltweit noch drei erhaltenen echten Klippern. Die anderen zwei sind die perfekt restaurierte Cutty Sark in London und die nur noch als Wrack erhaltene City of Adelaide in Irvine, Schottland. Bei den genannten Schiffen handelt es sich ausnahmslos um britische Schiffe; von den amerikanischen Klippern ist nur noch der Bug der Snow Squall erhalten. |                                                       |
| Majorie Glenn       | 3-Mast Bark                 | 1892                  | 1911 gestrandet                                                                | Punta Loyola /Argentinien                            | Der Segler lief 1911 mit einer Ladung brennender Kohle auf den Strand von Punta Loyola am Delta des Rio Gallegos, nahe der gleichnamigen Stadt Río Gallegos. Während des Falklandkrieges wurde der gut erhaltene Rumpf des Seglers (ohne Schäden zu verursachen) als Ziel für Schießübungen der Argentinischen Luftwaffe verwendet. |                                                       |
| Duchess of Albany   | 3-Mast Bark                 | 1884 gestrandet       | 13. Juli 1893                                                                  | Nordseite Feuerlands / Argentinien                   | Wahrscheinlich durch einen Navigationsfehler bei der Suche nach einer schützenden Bucht bedingt, kam der von Kapitän John Wilson geführte Segler am 13. Juli 1893 auf der Fahrt von Rio de Janeiro nach Valparaíso in der Morgendämmerung bei Nebel der Küste in der Policarpo-Bucht zu nahe und lief auf Grund. Der Kapitän gelangte in einem Rettungsboot mit 13 Mann in die Thetisbucht weiter im Osten. Ein Dampfer brachte sie nach England zurück. Die übrigen sollen bis auf eine Person gerettet worden sein. Das Wrack zerfällt zusehends. Die am Ende der 1970er Jahre geborgene Galionsfigur, die Helene von Waldeck-Pyrmont, spätere Herzogin von Albany (engl. Duchess of Albany, span. Duqueza de Albany) und Schwiegertochter Königin Victoria von Großbritannien darstellt, befindet sich heute gut restauriert im „Museo del Fin del Mundo“ („Museum des Endes der Welt“) in Ushuaia (Feuerland). |                                                       |
| Lady Elisabeth      | 3-Mast Bark                 | 1879                  | 1936 gestrandet                                                                | Port Stanley / Falkland-Inseln                       | Stanley auf den Falklandinseln war zur Zeit der Handelsschifffahrt unter Segeln der wichtigste Nothafen für vor Kap Hoorn havarierte Schiffe. Von den ehemals zahlreichen Seglern, die hier ihren letzten Ankerplatz fanden, existieren nur noch eine Handvoll. Das bekannteste Schiff ist die Bark Lady Elisabeth, die 1913 Port Stanley auf den Falklandinseln als Nothafen anlief. 1936 riss sich das Schiff von seinem Ankerplatz los und driftete auf eine Sandbank im Hafen von Port Stanley. |                                                       |
| Peter Iredale       | 4-Mast Bark                 | 1890                  | 1906 gestrandet                                                                | Ford Stevens, südlich der Mündung des Columbia River | Die Einfahrt in die Mündung des Columbia an der Pazifikküste von Oregon war ein schwieriges Fahrwasser für Segler und wurde der Viermastbark Peter Iredale 1906 zum Verhängnis. Von dem Schiff existieren nur noch einige Spanten der Bugsektion. |                                                       |
| Jhelum              | 3-Mast Bark                 | 1849                  | 1870 Port Stanley als Nothafen angelaufen                                      | Port Stanley / Falklandinseln                        | Die aus Holz gebaute 3-Mast Bark ist eines von noch zwei existierenden Schiffen der ehemaligen East India Company. Das Schiff wurde über die Jahrzehnte als Warenlager genutzt. Zu diesem Zweck wurde das Schiff mit einer Abdeckung aus Wellblech versehen. Nach Entfernung eines Teils dieser Abdeckung verfällt das Schiff zusehends. In den Jahren 1987 und 1990 wurde das Schiff daher von Mitarbeitern des Merseyside Maritime Museum und der Falkland Islands Foundation stabilisiert. Im Oktober des Jahres 2008 kollabierte der vordere Teil des Schiffes, so dass heute nur noch das Heck und ein Teil des Mittelschiffs vorhanden sind. |                                                       |
| Charles Cooper      | 3-Mast Vollschiff           | 1856                  | 1866 Port Stanley als Nothafen angelaufen                                      | Port Stanley / Falkland-Inseln                       | Das in Connecticut als Paket Segler gebaute Vollschiff wurde ebenfalls als Warenlager in Port Stanley genutzt. Nach langem Verfall wurden im Jahr 2003 Teile des Schiffes, u. a. der Bug, geborgen und an Land gesetzt. |                                                       |
| Vicar of Bray       | 3-Mast Bark                 | 1841 in Whitehaven    | Das 1880/81 Lloyd’s Register führt das Schiff als „now a hulk“/ Falklandinseln | Goose Green, Falklandinseln                          | Die hölzerne 3-Mast Bark ist der letzte noch erhaltene Segler aus der Zeit des kalifornischen Goldrausches (1848–1854). Das Schiff liegt halb versunken im Wasser; es wurde als Pier benutzt. |                                                       |
| Egeria              | 3-Mast Vollschiff           | 1859 in New Brunswick | ?                                                                              | Port Stanley, Falklandinseln                         | Das Schiff liegt abgetakelt und mit einer Wellblechabdeckung versehen im Hafen von Port Stanley. Es wird als Warenlager benutzt. |                                                       |
| Garland             | 3 Mast Bark                 | 1865                  | ?                                                                              | Goose Green, Falklandinseln                          | Rumpf und Teile der Aufbauten erhalten. |                                                       |
| Bayard              | 3 Mast Bark                 | 1864                  | 1911                                                                           | Südgeorgien                                          | Von der ehemals dort ansässigen Walfangindustrie genutzt. Das Wrack liegt in der Bucht von Ocean Harbour. Der Rumpf und die Aufbauten mit den Untermasten sind noch erhalten. |                                                       |
| Brutus              | 3 Mast Bark                 | 1883                  | ?                                                                              | Südgeorgien                                          | Von der ehemals dort ansässigen Walfangindustrie genutzt. Das Wrack liegt halb versunken in einer Bucht des Prince Olav Harbour. |                                                       |